# Jaume Collell i Bancells

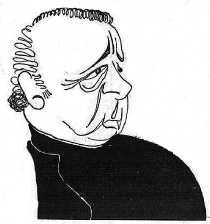
Jaume Collell i Bancells karikiert in La Esquella de la Torratxa am 8. Mai 1908

Jaume Collell i Bancells (* 18. Dezember 1846 in Vic; † 1. März 1932 ebenda) war ein katalanischer Priester, Lyriker, Schriftsteller und Journalist.

## Leben und Werk
Collell studierte am Priesterseminar in Vic und schrieb von Jugend an Gedichte und Kurzprosa. Er sammelte diese Werke in Bänden wie Cançons de Montserrat (1880, Lieder von Montserrat), Faules i símils (1881, Fabeln und Gleichnisse), Floràlia (1894) und Jovenívoles (1926, Jugendwerke).
1868 zog er nach Barcelona, um Philosophie und Geisteswissenschaften zu studieren. Er lernte Figuren aus der literarischen und der kirchlichen Welt kennen. Er kehrte nach Vic zurück und wurde 1880 zum Kanoniker ernannt.
Im Jahr 1871 wurde er zum Gai Saber, zum Meister der Dichtkunst, der Jocs Florals von Barcelona ernannt. Als großer Befürworter und Unterstützer dieser Veranstaltung präsidierte er in den Jahren 1887, 1908 und 1925 für diesen Wettbewerb.
Als entschiedener Anhänger der Katalanische Renaissance und des Katalanismus hatte er diese Bewegungen bereits vor seiner Priesterweihe unterstützt. Er veröffentlichte den Aufsatz Catalanisme: lo que és i lo que deuria ésser (1879, Der Katalanismus: Was er ist und was er sein soll.). Er vertrat seine Meinung in zahlreichen katholischen und konservativen Zeitschriften. Als streitbarer Journalist griff er in kontroverse gesellschaftlich-politische und religiöse Diskurse in der Presse ein. 1878 gründete und leitete er die Zeitschrift La Veu del Montserrat (1878–1902, Die Stimme von Montserrat). Er wurde ein Sprachrohr des gemäßigten katalanischen Katholizismus. Aus dieser Position heraus unterstützte er erfolgreich Kampagnen wie Mil·lenari de Montserrat (1880, Tausend Jahre Montserrat), die Verteidigung des katalanischen Rechtes gegen das Projekt einer vollkommenen spanischen Kodifizierung des Rechtes (1881–1889), die Niederschrift und Dokumentation aller Gräueltaten (1885), die Restaurierung bzw. der Wiederaufbau der Klosteranlagen von Ripoll, die Weltausstellung von Barcelona von 1888, die Einrichtung des Bischöflichen Museums von Vic (1891) und die 100-Jahre-Geburtstagsfeier des katalanischen Philosophen und Theologen Jaume Balmes im Jahr 1910.
Er gründete die Revista Catalana (1889) und leitete von 1905 bis 1914 die Gazeta Montanyesa und gründete 1914 die Nachfolgezeitschrift La Gazeta de Vic. 1893 veröffentlichte er das bis dahin unveröffentlichte Werk in lateinischer Sprache von Antoni Brenac, einem katalanischen, humanistischen Dichter und Mönch von Montserrat. Er war als Mitglied der Acadèmia de la Llengua Catalana ein absoluter Gegner der katalanischen Rechtschreibreform von 1913. Weitere Werke von Collell sind Viatge a Roma (1896, Die Reise nach Rom), Memòries d’un noi de Vic (1908, Erinnerungen eines Jungen aus Vic) und Del meu fadrinatge (1920, Über mein Junggesellen-Dasein), die seine Kindheits- und Jugendzeit referieren. 1927 wurde anlässlich Collells 60-jährigen Berufsjubiläums als Journalist unter der Schirmherrschaft des Politikers Francesc Cambó der Band Sembrant arreu (Überall säend) herausgegeben. 1926 veröffentlichte er unter dem Titel Dulcis amicitia die Briefe, die er von dem katalanischen Bischof Josep Torras i Bages erhalten hatte. Posthum wurden seine Efemèrides dels meus 50 anys de sacerdoci (1938, Aufzeichnungen während meiner 50-jährigen Priesterzeit) veröffentlicht.